# شامپو
شامپو (به انگلیسی: shampoo)، از یک واژه سانسکریت به نام چامپانا (Champana) به معنای ماساژ دادن گرفته شده‌است. قبل از پیدایش شامپو مردم از مواد گیاهی مانند سدر و چوبک و کتیرا یا مواد معدنی مانند خاک‌های سیلیسی استفاده می‌نمودند.

## تاریخچه
زمانی که شامپو هنوز ساخته نشده بودند، انسان‌ها از صابون رزماری، زرده تخم مرغ، چای سیاه، عصاره نیشکر، سرکه و آب استفاده می‌کردند

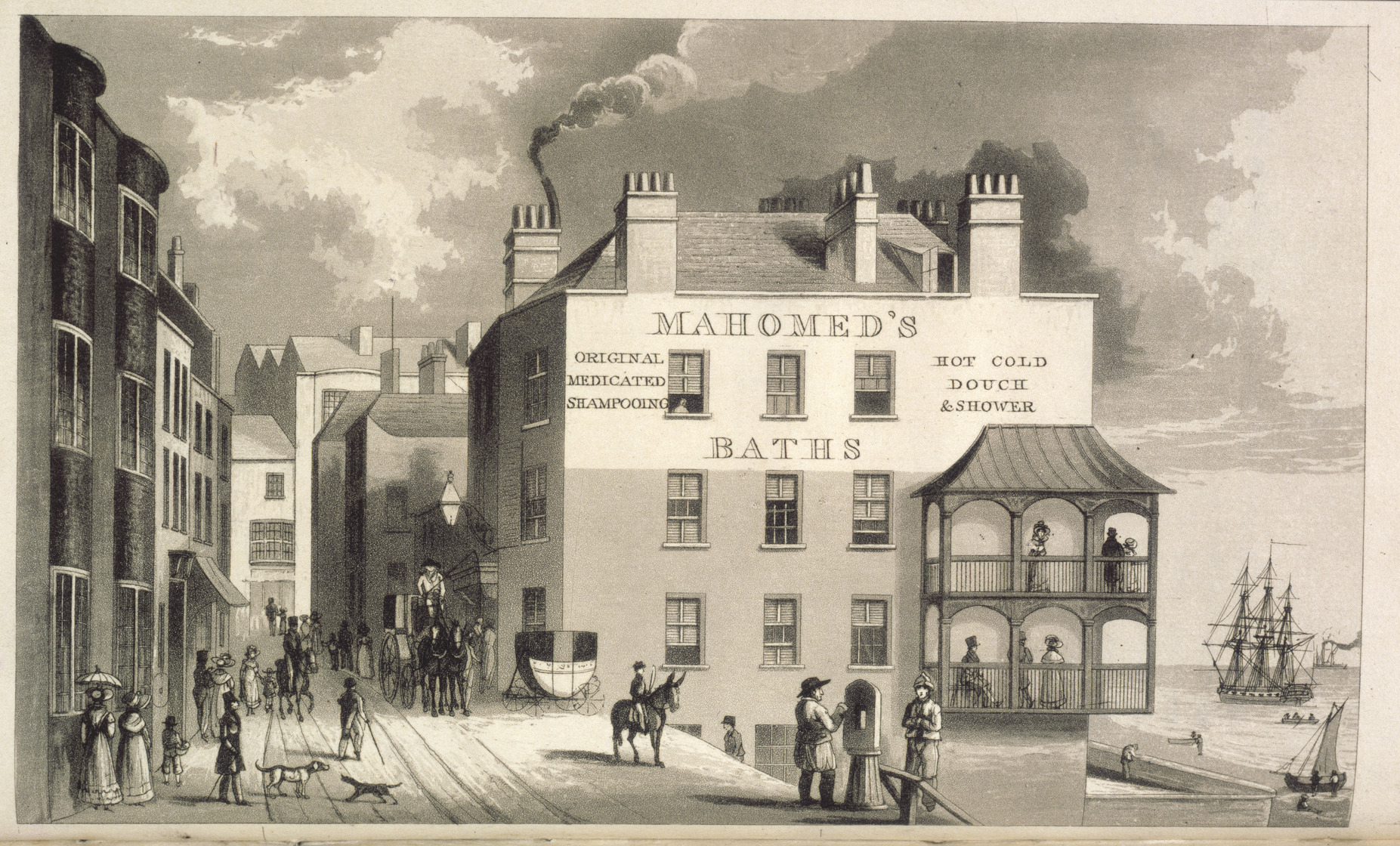
حمام دین محمد در برایتون انگلیس جایی که نخستین بار شامپو را به اروپائیان معرفی کرد

در سال ۱۸۱۴ میلادی یک مسلمان هندی بنام ساکه دین محمد در برایتون انگلیس یک حمام عمومی باز کرد و بکار بردن شامپو را به‌عنوان یک دوای گیاهی برای اولین بار به اروپا وارد کرد.

## مواد شیمیایی مضر در یک شامپوی بی‌کیفیت
از آنجا که موهای افراد با هم متفاوتند، شامپوهای متفاوتی نیز ساخته می‌شود. برای انتخاب شامپوی مناسب، بهترین راه این است که انواع مختلف شامپو را امتحان کنیم تا بتوانیم بهترین نوع را برای موی خود انتخاب کنیم. از ویژگی‌های یک شامپوی سالم می‌توان به سهولت شستشو، عدم تحریک پوست و چشم و بوی مطبوع آن اشاره کرد.
ماده سمی دی اوکسان ۱٫۴ در صورت وجود در شامپو مشکل‌ساز می‌باشد، این ماده که به‌طور معمول در برخی مواد شوینده و آرایشی یافت می‌شود می‌تواند باعث بروز بیماری سرطان شود. در برخی از کشورهای جهان این محصولات آرایشی و شوینده سرطان زا غیرمجاز شناخته می‌شوند.
طبق نتایج آزمایشگاهی مستقل، ۸۲ درصد محصولات آمریکایی به فرمالدیید و ۶۷ درصد آن‌ها به ۱و۴ دی‌اکسان آلوده بوده‌اند، در اروپا هر میزانی از دی‌اکسان را در محصولات آرایشی و شوینده غیرمجاز است. کشورهای اروپایی از ورود هر محصولی که حاوی کمترین مقدار دی اوکسان باشد به مرزهای خود جلوگیری می‌کنند. نتایج کمپین به نام «سلامت شویندگان» حاکی از آن است که، آمریکا در این زمینه چند گام عقب‌تر از اروپایی‌ها قرار دارد.
برخی از تولیدکنندگان محصولات آرایشی و بهداشتی برای اینکه محصول تولیدی آن‌ها ارزان تمام شود، از ماده‌ای به نام «پارابن» استفاده می‌کنند که می‌تواند احتمال ابتلا به سرطان سینه در زنان را افزایش دهد. برای تهیه محصولات قابل اطمینان، واژه PARABEN FREE بر روی محصولات باکیفیت‌تر نشان می‌دهد که آن محصول، فاقد این مواد خطرناک است. برخی دیگر از مواد سمی موجود در شامپوهای بی‌کیفیت عبارتند از: SILICON ,PEG و SLES.

## میزان مصرف شامپو
اگر بخواهیم طبق یک قاعده کلی بیان کنیم میزان شامپوی مصرفی باید به میزانی باشد که کف حاصل از آن تمام موهای سر را بپوشاند. البته ذکر این نکته ضروری است که حتماً بعد از خیس کردن تمام سطح موهای خود اقدام به استفاده از شامپو کنید. در صورت امکان باید برای رفع آلودگی به میزان درستی از آن استفاده کرد تا مسبب خشکی و شکسته شدن مو نشویم.

## شامپوهای تخصصی

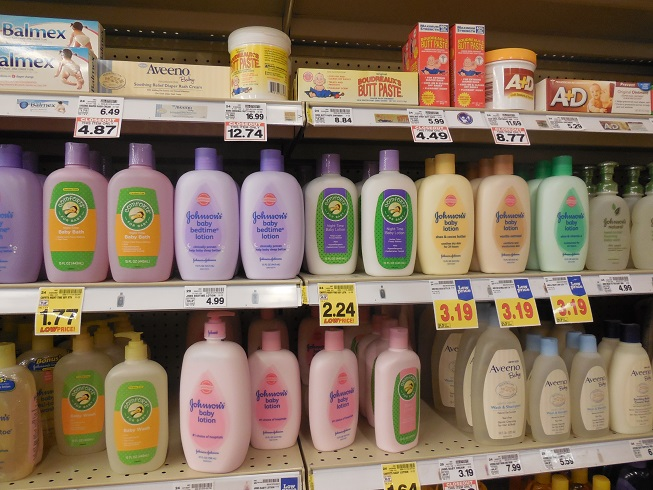
قفسه مربوطه به شامپو بچه در یک فروشگاه.

### شامپوشوره سر
شرکت‌های آرایشی و بهداشتی شامپوهای به خصوصی را برای افرادی که دارای شوره سر هستند تولید کردند مانند شامپو لیدوکایین که کیفیتی بالا توأم با قیمتی اندک دارد. این شامپوها شامل قارچ کش‌هایی حاوی کتوکونازول و پیریتیون روی و سلنیوم سولفید است که شوره سر را با کشتن malassezia کاهش می‌دهد. قطران زغال سنگ و اسید سالیسیلیک و مشتقات آن‌ها نیز گاهی" به خوبی استفاده شده‌اند.
با وجود موفقیت بزرگ شامپوهای مشبع ، انتخاب‌های دیگری برای کسانی که علاقه‌ای به استفاده از شامپوهای شیمیایی ندارند وجود دارد. شامپوهای ارگانیک و طبیعی انتخاب‌های دیگری هستند. 

### شامپو بچه
از دیگر شامپوهای تخصصی می‌توان به شامپو بچه اشاره کرد، که اندکی کف کمتر دارد ولی در عوض آسیب کمتر به مو و سوزش کمتر چشم را همراه دارد.

### شامپو مخصوص بعد ازکراتینه مو
شامپو مخصوص بعد از کراتینه مو، بدون سولفات، سیلیکون، پارابن؛ حاوی Q10، ضد ریزش، با خاصیت درخشندگی، البته اندکی کف کمتر به نسبت شامپوهای معمولی دارد.

### شامپو پاک کننده
شامپوهای پاک‌کننده با نام‌های شامپو اصلاح و شامپوهای تمیزکننده نیز شناخته می‌شوند. کاربرد آن‌ها برای تمیز کردن عمیق و زیاد است و آن‌ها شامل سورفکتانت‌های سنگین و فراوان هستند. از این مدل نباید همیشه استفاده کنید و این یک مدل شامپوی موقت است. استفاده مداوم از آن سبب از بین رفتن روغن مو می‌شود و حتی ممکن است به پیاز مو نیز آسیب بزند. در این شامپوها از سورفکتانت‌های سولفات استفاده شده‌است. که همین امر سبب آسیب زا بودن در استفاده‌های طولانی مدت شده‌است. سورفکتانت‌های سولفات در مواد دیگری مانند تهویه سنگین، اسپری مو، محصولات سیلیکون، ژل و غیره نیز استفاده می‌شود.

### شامپو روزمره
شامپوهای روزمره مخالف شامپوهای شفاف هستند. بسیاری از مردم هر روز نیاز به شامپو دارند، چرا که تحمل دوری از حمام را ندارند، یا در اثر عادت باید هر روز دوش بگیرند که البته دوش بدون شامپو، بهداشتی نیست. برای این افراد یک شامپوی ملایم مورد نیاز است.
شامپوهای روزمره ضعیف عمل می‌کنند و البته که خاصیت تمیزکنندگی نیز دارند. این مدل اغلب معادل شامپوهای کودک است که شامل سورفکتانت‌های خفیف می‌باشد.

### شامپو موهای خشک
مراقبت و بهداشت از موهای خشک سخت‌تر است زیرا موهای خشک نیاز به رطوبت بیشتری دارند. همچنین باعث شکنندگی و ایجاد موخوره می‌شوند. در همین راستا استفاده از شامپوهای مخصوص موهای خشک باعث آبرسانی و مرطوب‌کنندگی مو می‌شود و به تقویت و سلامت موها کمک می‌کنند.

### شامپو موهای چرب
شامپو موهای چرب شبیه به شامپوهای روزمره است. این شامپوها به منظور بهینه‌سازی پوست برای پوست سر و شفت مو طراحی شده‌اند. این کار با انتخاب مواد شوینده قوی و کمترین استفاده از تهویه مطبوع انجام می‌شود که بر خلاف شامپوهای روزمره، چربی مو را کاملاً از بین می‌برد. این محصول اغلب حاوی مواد شوینده سولفات یا سولفات سوزاننده است.

### شامپوهای تقویت کننده
همان‌طور که از نام آن مشخص است، شامپو برای تقویت و اضافه کردن به حجم مو طراحی شده‌است. این شامپوها مانند شامپو تتراسایکلین که نمونه بارز آن است اغلب چربی‌ها، روغن‌ها یا سیلیکون‌ها را بر روی موها قرار می‌دهند. البته که موها را به اندازه کافی تمیز می‌کنند و خاصیت تمیزکنندگی خود را حفظ کرده‌اند. این شامپوها اغلب حاوی مواد ویژه ای هستند که می‌توانند روی موها قرار بگیرند تا اصطکاک را در ریشه مو اضافه کنند. این شامپوها سبب افزایش حجم مو و افزایش زیبایی برای مشتریان خاص خود می‌شوند.

### شامپوهای دارویی
شامپوهای دارویی متشکل از شامپوهایی هستند که به جای پاک کردن، برخی از مزایای دیگر را به پوست سر می‌دهند. شایع‌ترین شامپوهای دارویی برای کاهش خارش پوست یا مقیاس زدایی استفاده می‌شوند. این محصولات به عنوان داروهای بدون نسخه طبقه‌بندی می‌شوند، زیرا حاوی مواد فعال مانند مشتقات ترید، اسید سالیسیلیک، سولفور، سولفید سلنیوم، پی وی پی، پی ویلی پلیرین و ید، فنول کلرید و پرییتین روی می‌باشند.
شامپوهای دارویی، دارای چندین عملکرد هستند: یا برای حذف موهای زائد، یا برای حذف مقیاس پوست، یا برای کاهش مقیاس تولید پوست سر، و یا به عنوان یک ضد باکتری و ضد قارچ عمل می‌کنند.
برخی از شامپوهای دارویی نیز برای ریزش مو طراحی شده‌اند. برخی شرکت‌ها مینوکسیدیل موجود در فرمولاسیون را برای جلوگیری از ریزش مو بیشتر استفاده می‌کنند. برخی دیگر حاوی اسانس‌های طبیعی هستند که باعث تحریک جریان خون در پوست سر می‌شوند.

### شامپو شناگر
این شامپو به‌طور خاص برای حذف کلستر و مس استفاده می‌شود. آنها حاوی یک ماده شیمیایی هستند که می‌توانند یون‌های مس را به دام اندازند و اغلب حاوی اسید اسکوربیک هستند.

### شامپو موهای رنگ شده
بسیاری از شرکت‌ها شامپوهای مناسب برای موهای رنگ شده را توسعه دادند که بسیاری از آن‌ها حاوی پاک‌کننده‌های ملایم هستند. این مواد می‌توانند به ترمیم ساقه مو کمک کرده و همچنین روند سفید شدن آن را به تأخیر بیندازند.